# Pêra Velha, Aldeia de Nacomba e Ariz
Pêra Velha, Aldeia de Nacomba e Ariz (oficialmente: União das Freguesias de Pêra Velha, Aldeia de Nacomba e Ariz) é uma freguesia portuguesa do município de Moimenta da Beira, com 29,17 km² de área e 389 habitantes (censo de 2021). A sua densidade populacional é 13,3 hab./km².

## História
Foi criada aquando da reorganização administrativa de 2012/2013,  resultando da agregação das antigas freguesias de Pêra Velha, Aldeia de Nacomba e Ariz.

## Demografia
A população registada nos censos foi:
| Distribuição da População por Grupos Etários | Distribuição da População por Grupos Etários | Distribuição da População por Grupos Etários | Distribuição da População por Grupos Etários | Distribuição da População por Grupos Etários | Distribuição da População por Grupos Etários |
| -------------------------------------------- | -------------------------------------------- | -------------------------------------------- | -------------------------------------------- | -------------------------------------------- | -------------------------------------------- |
| Antes da agregação                           |                                              |                                              |                                              |                                              |                                              |
| Ano                                          | 0-14 anos                                    | 15-24 anos                                   | 25-64 anos                                   | >= 65 anos                                   | Total                                        |
| 2001                                         | 75                                           | 77                                           | 258                                          | 167                                          | 577                                          |
| 2011                                         | 40                                           | 41                                           | 190                                          | 157                                          | 428                                          |
| Após a agregação                             |                                              |                                              |                                              |                                              |                                              |
| Ano                                          | 0-14 anos                                    | 15-24 anos                                   | 25-64 anos                                   | >= 65 anos                                   | Total                                        |
| 2021                                         | 26                                           | 31                                           | 165                                          | 167                                          | 389                                          |